# Koulan Karki (Olléléwa)
Koulan Karki (auch: Koula Karki, Koulakarki, Koulankarki) ist ein Dorf in der Landgemeinde Olléléwa in Niger.

## Geographie
Das von einem traditionellen Ortsvorsteher (chef traditionnel) geleitete Dorf liegt in der Landschaft Damergou, etwa 22 Kilometer südöstlich des Dorfs Olléléwa, dem Hauptort der gleichnamigen Landgemeinde, die zum Departement Tanout in der Region Zinder gehört. Zu den Siedlungen in der näheren Umgebung von Koulan Karki zählen Guézawa im Nordwesten, Dan Biri im Norden, Baboulwa Koumi im Südosten und Bakin Birgi im Süden.
Koulan Karki ist Teil der Übergangszone zwischen Sahara und Sahel. Die durchschnittliche jährliche Niederschlagsmenge beträgt hier zwischen 200 und 300 mm.

## Geschichte

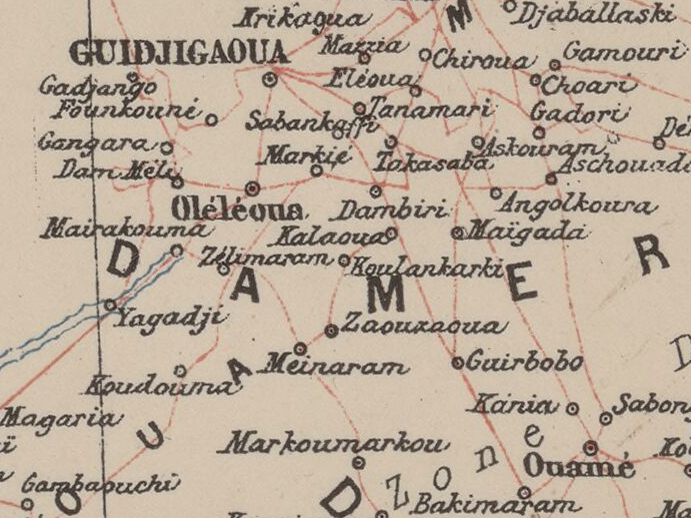
Ausschnitt einer Karte von 1903 mit Koulan Karki (Koulankarki) im Zentrum

Der deutsche Afrikaforscher Heinrich Barth, der 1851 die Gegend bereiste, beschrieb Koulan Karki („Kūla-n-Kérki“) als ein großes Dorf, das in politischer Hinsicht neben Dan Kamsa, Farara, Olléléwa und Taghelel zu den bedeutendsten im Damergou zählte. Barth zufolge führte Mūssa, der Herrscher von Koulan Karki, den Titel sserki-n-Damerghū.

## Bevölkerung
Bei der Volkszählung 2012 hatte Koulan Karki 725 Einwohner, die in 89 Haushalten lebten. Bei der Volkszählung 2001 betrug die Einwohnerzahl 223 in 39 Haushalten und bei der Volkszählung 1988 belief sich die Einwohnerzahl auf 282 in 60 Haushalten.
Die Bevölkerungsdichte in diesem Gebiet ist mit 10 bis 20 Einwohnern je Quadratkilometer relativ gering.

## Wirtschaft und Infrastruktur
Koulan Karki liegt in einem Gebiet des Übergangs zwischen der Naturweidewirtschaft des Nordens und des Ackerbaus des Süden, was zu Landnutzungskonflikten führt. Es gibt eine Schule im Dorf.